# 鹰潭专区
鹰潭专区（鹰潭专署），中华人民共和国江西省已撤销的专区，在今江西省东北部。1952年10月8日置鹰潭专署，专员公署驻贵溪县鹰潭.

## 历史
1952年10月8日批准，撤销浮梁专区，辖区与上饶专区合并为鹰潭专区驻地贵溪县鹰潭。同年12月6日又批准改名上饶专区，专员公署由贵溪县鹰潭迁至县级上饶市。